# Geschichte Myanmars

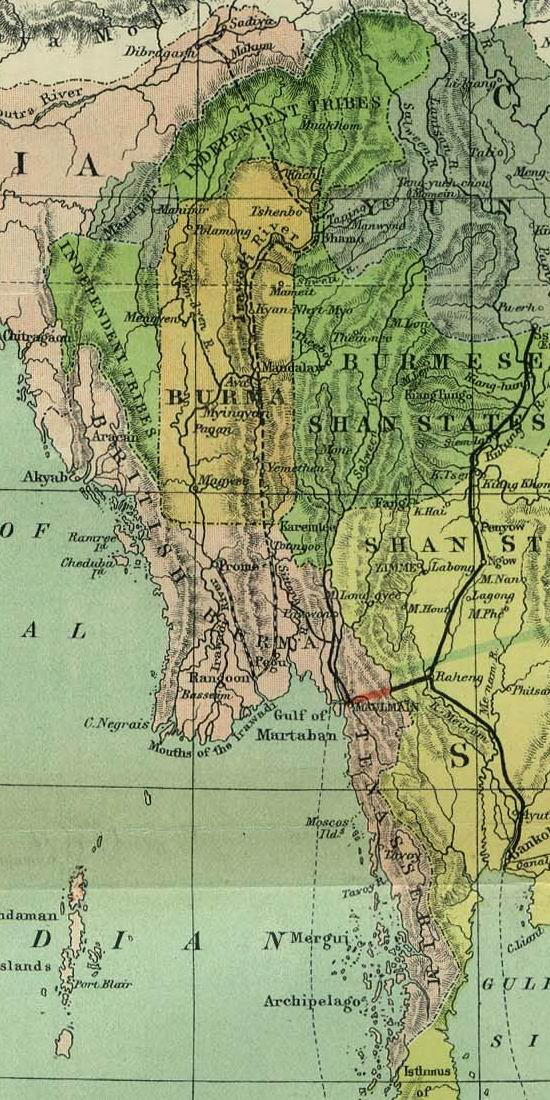
Britische Karte von Birma (1868)

Die Geschichte Myanmars umfasst die Entwicklungen auf dem Gebiet der Republik der Union Myanmar von der Urgeschichte bis zur Gegenwart.

## Vorgeschichte, Pyu-Staaten und Königreich Bagan
Die Vorgeschichte Myanmars ist bisher ungenügend erforscht. Bisher fanden kaum Ausgrabungen an vorgeschichtlichen Fundstellen statt. Oberflächenfunde belegen, dass es zahlreiche potentielle Ausgrabungsorte gibt. Bei Lepanchibaw wurde 2001 ein neolithischer Fundplatz freigelegt. In den unteren Schichten fanden sich Steinwerkzeuge, die oberen erbrachten Bronzefunde. Die Besiedlung reicht hier von etwa 3000 bis 1500 v. Chr. Nyaunggan ist ein bronzezeitliches Gräberfeld.

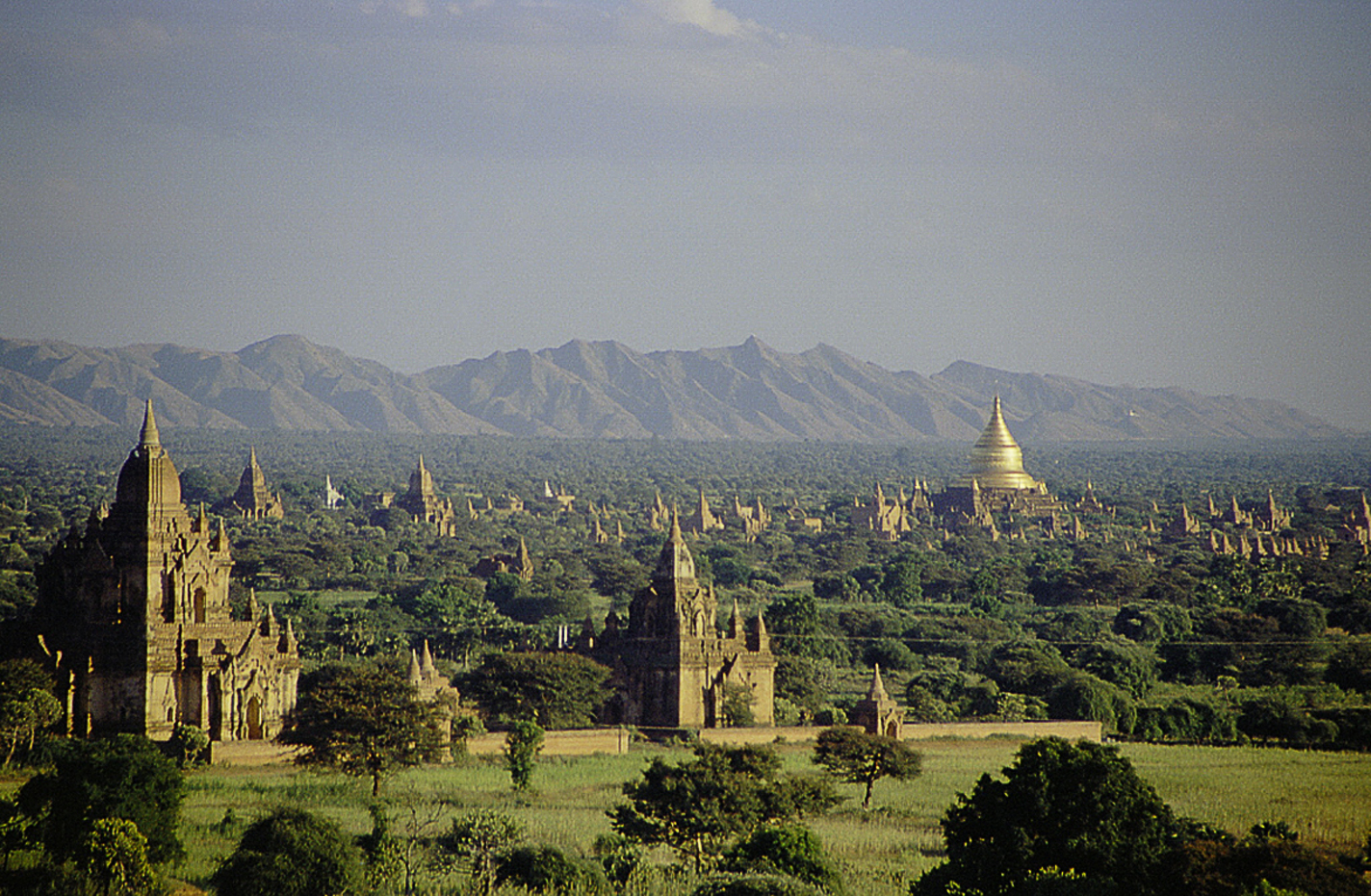
Ruinen der alten Hauptstadt in Bagan

Um 500 v. Chr. scheint die Eisenzeit begonnen zu haben. Im 1. Jahrhundert v. Chr. entwickelten sich die ersten Stadtstaaten, die dem Volk der Pyu zugeordnet werden. Die älteste Stadt, Beikthano-myo, verlor im 5. nachchristlichen Jahrhundert an Bedeutung und wurde von Sri Ksetra als wichtigste Stadt abgelöst. Kulturell waren die Pyu stark von Indien abhängig. Sie prägten Münzen. Die Städte waren weitläufig von Mauern umgeben. Der Reisanbau war die Nahrungsgrundlage, der Hinduismus die Religion. Im 5./6. Jahrhundert gelangte der Buddhismus in den Formen des Hinayana, des Mahayana und des Tantrayana zu den Pyu. Die Dominanz der Pyu-Fürstentümer in Nordmyanmar wurde um 800 durch das Königreich Nanzhao gebrochen. Im Süden dominierten die Mon, die aber erst ab dem 10. Jahrhundert belegbar sind.
Im 9. Jahrhundert wurden die Pyu durch Nanzhao geschwächt, dies erlaubte die Einwanderung der Birmanen und führte schließlich Mitte des 9. Jahrhunderts zur Gründung der Stadt Bagan.
Zwischen 1044 und 1077 regierte König Anawrahta. Er gründete nach der Unterwerfung des Mon-Königs Manuha in der Mon-Hauptstadt Thaton (1058) und der Eroberung des Irrawaddy-Deltas das erste birmanische Reich („Reich von Bagan“). Unter den verschiedenen buddhistischen Strömungen setzt sich der Theravada durch. Dies bedeutete die Hochblüte der buddhistischen Kultur in Myanmar.
Im Jahr 1273 verweigerte König Narathihapate (1254–1287) die Tribut-Zahlungen an das von den Mongolen beherrschte China und ließ eine Gesandtschaft des Mongolenherrschers Kublai Khan hinrichten. Darauf wurde Myanmar in den Jahren 1277 bis 1287 gleich das Opfer von vier chinesischen Strafexpeditionen, welche das Reich von Bagan zerstörten. Der letzte ernstzunehmende König Bagans wurde 1299 von den Shan getötet, die Stadt zerstört.

## Königreiche Pegu, Ava und Arakan

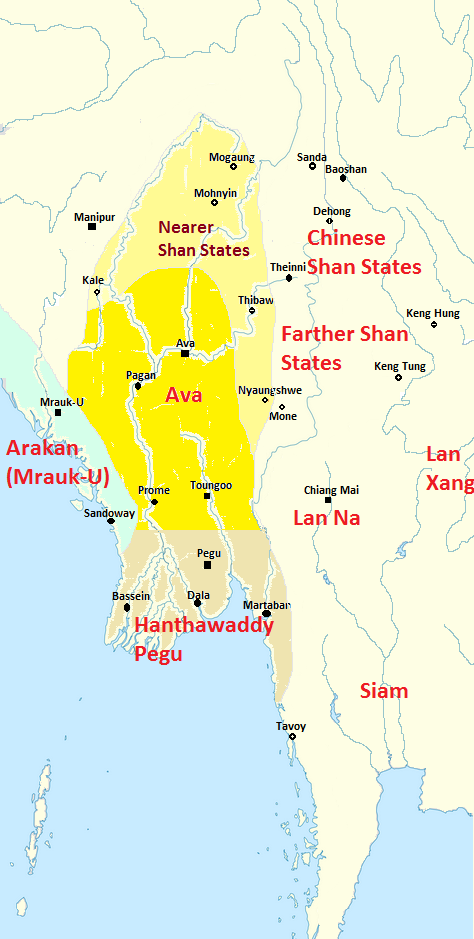
Herrschaften auf dem Gebiet Birmas um 1450

Anstelle des Bagan-Reiches entwickelten sich Mitte des 14. Jahrhunderts im Wesentlichen zwei dominante Mächte: das Reich Pegu der Mon in Unterbirma und das von birmanisierten Shan gegründete Reich Ava im Norden. Ava war bestrebt, das ganze Gebiet des früheren Bagan-Reiches wieder zu vereinen, was zum vierzigjährigen Krieg mit Pegu von 1385 bis 1424 führte. Pegu konnte seine Unabhängigkeit wahren und entwickelte sich durch seine Lage am Meer und den aufkommenden Seehandel mit Europa zu einem wohlhabenden Handelszentrum. Daneben wurde Arakan an der Südwestküste des heutigen Birma zu einem unabhängigen Staat. Die Bedeutung Avas ging dagegen zurück.

### Taungu-Dynastie

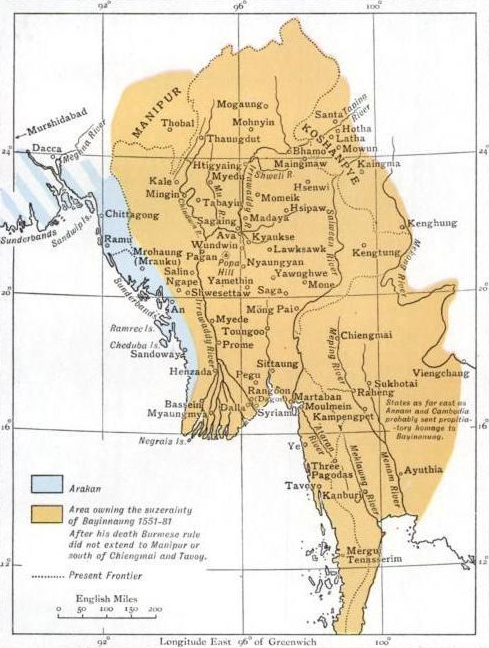
Größte Ausdehnung des Einflussgebiets des Taungu-Reiches (1581)

Stattdessen gewann die Dynastie des Königreichs Taungu an Einfluss in Oberbirma. Ihr König Tabinshwehti eroberte 1539 Pegu und hatte damit das Gebiet des ehemaligen Bagan-Reichs (also ungefähr das heutige Birma) wieder unter einheitliche Kontrolle gebracht. Tabinshwehti ließ sich in der alten Königsstadt Bagan krönen, Hauptstadt wurde allerdings das günstig gelegene Pegu. Der Versuch Tabinshwehtis, sein Reich weiter nach Osten auszudehnen, wurde 1549 von den Truppen Ayutthayas beendet.
Die Zeit vom 16. bis zum 19. Jahrhundert wurde von ständigen Auseinandersetzungen der birmanischen Herrschaften mit den Königreichen Ayutthaya und Thonburi in Siam geprägt. Die Kriegszüge des Taungu-Königs Bayinnaung führten zur Eroberung Ayutthayas 1564 und bis 1580 zur Unterwerfung eines gewaltigen Gebiets. Über die eigentlichen birmanischen Territorien hinaus waren das Gebiet des heutigen Thailand, Laos, des indischen Bundesstaats Manipur, Teile Kambodschas und der südchinesischen Provinz Yunnan tributpflichtig. Lediglich Arakan konnte sich der Oberherrschaft Bayinnaungs entziehen. Sein Sohn Nandabayin verlor die Kontrolle über die meisten dieser Gebiete schnell wieder. 1592 konnte der neue siamesische König Naresuan die birmanische Herrschaft abschütteln. Er drang ab 1593 sogar weit auf birmanisches Gebiet vor und schwächte Pegu entscheidend.
Es kam zu einem innerbirmanischen Krieg („Birmanischer Bürgerkrieg“), in dessen Verlauf die Truppen Arakans, im Verband mit aufständischen Birmanen und portugiesischen Söldnern Pegu 1599 einnahmen und teilweise zerstörten. Anschließend gab es auf dem Gebiet Birmas viele unabhängige Staaten, aber keine dominante Herrschaft. Der portugiesische Abenteurer Filipe de Brito e Nicote gründete zusammen mit europäischen Söldnern in Syriam einen eigenen kurzlebigen Staat. König Anaukpetlun konnte von Ava aus zunächst die Kontrolle über Mittel- und 1613 auch über Unterbirma wiederherstellen. Er zog anschließend sogar wieder gegen Ayutthaya, allerdings ohne bleibenden Erfolg. Ab 1635 regierte die Taungu-Dynastie wieder dauerhaft von Ava aus. Nach 1740 verloren die Taungu-Könige endgültig die Kontrolle über Birma. Die Mon-Herrscher in Pegu machten sich wieder unabhängig. 1752 eroberten und plünderten sie Ava und entführten König Mahadammaya, den sie schließlich hinrichteten.

### Konbaung-Dynastie

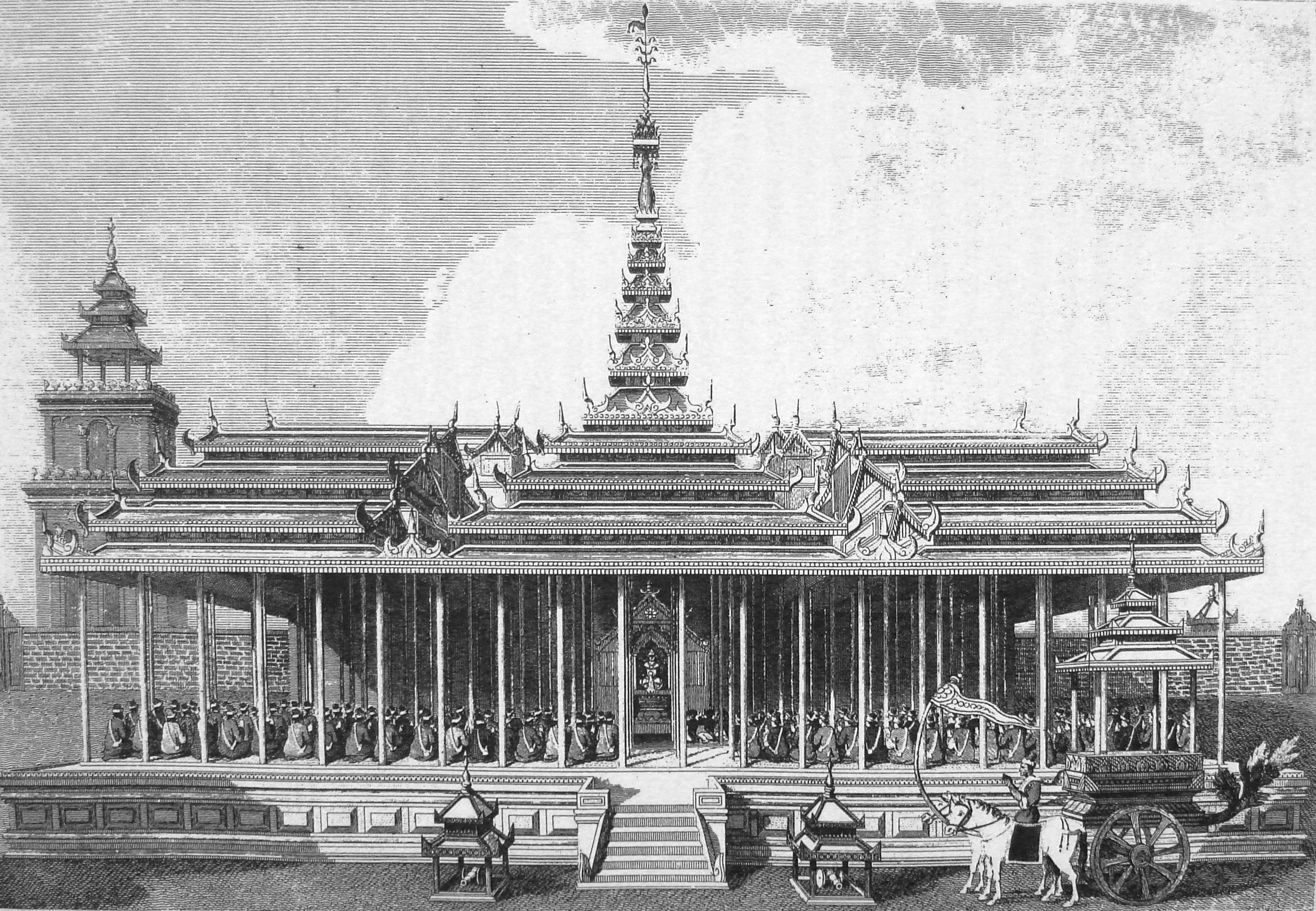
Abbildung des Palasts von Amarapura in An account of an embassy to the kingdom of Ava von Michael Symes (1795)

Der Vormarsch Pegus nach Oberbirma verschaffte allerdings der Konbaung-Dynastie des späteren Königs Alaungpaya Auftrieb. Er zerstörte Pegu 1757 weitgehend und tötete den letzten Mon-König. Nachdem er die Kontrolle über ganz Birma (mit Ausnahme Arakans) gewonnen hatte, wandte er sich gegen das infolge innerer Streitigkeiten ohnehin geschwächte Ayutthaya. Als Alaungpaya 1760 starb, bestimmte er, dass alle sieben seiner legitimen Söhne einen Anspruch auf den Thron hätten und ihm nacheinander folgen sollten. Das führte zu blutigen Streitigkeiten innerhalb der Dynastie, die über 20 Jahre andauerten. Alaungpayas zweitem Sohn Hsinbyushin gelang es, Ayutthaya vernichtend zu schlagen. Die alte siamesische Hauptstadt wurde am 7. April 1767 endgültig zerstört. Der siamesische Heerführer Taksin gründete allerdings nach kurzer Zeit ein neues Königreich in Thonburi, machte sich selbst zum König und trieb die Birmanen zurück.
Nach einer Reihe blutiger Intrigen kam 1782 der vierte Sohn Alaungpayas, Bodawpaya, an die Macht. Er fand, dass der Palast mit Blut besudelt und daher entheiligt sei und verlegte die Hauptstadt vom gut ausgebauten Ava in das sumpfige Amarapura. Die Bevölkerung zwang er, ebenfalls umzusiedeln, die alte Hauptstadt wurde zerstört. Statt gegen das wiedererstarkte Siam wandte er seine Armee nun nach Westen, eroberte 1784 endlich Arakan, 1813 den heutigen indischen Bundesstaat Manipur und 1817 Assam.

Unterbirma als Teil Britisch-Indiens (vor 1886)

Nach Bodawpayas Tod ließ sein Sohn Bagyidaw 1821 die alte Hauptstadt Ava wiedererrichten. Nach dem Ersten Britisch-Birmanischen Krieg (1824–1826) musste Birma Assam, Manipur, Arakan und Tenasserim an die Briten abtreten. 1841 wurde Ava bei einem schweren Erdbeben fast vollständig zerstört. Die Residenz wurde erneut in das nahegelegene Amarapura verlegt.
Im Zweiten Britisch-Birmanischen Krieg, der im Jahr 1852 stattfand, verlor Birma auch den Rest seiner Küstengebiete (das frühere Pegu) an Großbritannien. Nach dieser Niederlage stürzte Mindon Min seinen Halbbruder Pagan 1853 und setzte sich selbst auf den Thron. Als Zeichen eines Neuanfangs gründete er die neue Hauptstadt Mandalay.

## Britische Herrschaft
Nach dem Dritten Britisch-Birmanischen Krieg im Jahre 1885 wurde Birma vollständig von Großbritannien unterworfen und am 1. Januar 1886 Teil von Britisch-Indien. Der letzte König von Birma, Thibaw Min, wurde mit seiner Familie durch die britische Besatzung ins Exil nach Indien geschickt, wo er auch starb. Dem massiven Widerstand der Birmanen begegnete die Kolonialverwaltung mit massiven Vernichtungszügen gegen ganze Dörfer und Städte.

### Kolonialtruppen
Erstmals hoben die Briten nach dem ersten birmanisch-britischen Krieg (1824–26) zwei Korps aus, eines unter den Maghs in Arakan, ein zweites unter den Mon von Tenasserim. Diese wurden nach dem Sepoy-Aufstand 1857 aufgelöst. Nach der Eroberung Oberbirmas 1886 und nach Abschluss des Abkommens mit Frankreich 1893, welches das Tal des Mae Nam Chao Phraya (Chao-Phraya-Fluss) in Siam neutralisierte, bestand keine äußere Gefahr für das Land mehr. Bis zum Ersten Weltkrieg wurden keine Birmanen rekrutiert. Dies lag auch daran, dass die britischen Besatzer den ethnischen Birmanen nach den 10-jährigen Guerillaoperationen, die auf die Absetzung des letzten Königs folgten, nicht trauten. Die stationierten Truppen kamen aus anderen Teilen des indischen Subkontinents.
Es bestand noch eine Military Police genannte Gendarmerie. Ihre Hauptaufgabe war die kollektive Bestrafung von Dörfern, die die Steuerzahlung verweigerten.
Während des Ersten Weltkriegs wurden als Teil der indischen Armee folgende Regimenter aufgestellt:
- 70th Burma Rifles mit vier Bataillonen, davon einem aus Birmanen
- 84th Burma Rifles  meist Rekruten aus der Military Police
- 3 Pionier-Kompanien Burma Sappers and Miners, davon eine aus Birmanen, aufgelöst 1929, neugeschaffen 1937 (380 Mann, dazu britische Unteroffiziere und Offiziere)
- 7 Transportkompanien, die teilweise beim Feldzug nach Mesopotamien und nach dem Krieg bei der Niederschlagung des Moplah-Aufstands eingesetzt wurden. Ein Teil wurde ab 1919 in Singapur stationiert (S. 254[5]).

Ihre Hauptaufgabe war jedoch, die „innere Sicherheit“ zu gewährleisten. So z. B. bei der Niederschlagung des Bauernaufstandes der Saya San (1930–32). Die Rekrutierung nach dem Krieg erfolgte ausschließlich unter den Angehörigen der Bergstämme, Birmanen wurden ab 1923 ausgeschieden.
Nachdem Birma als eigene Kolonie verwaltet wurde, ging das Oberkommando auf den Gouverneur über. 1938 waren 358 britische Offiziere und 4713 Mannschaften, sowie 5922 Angehörige der indischen Armee bzw. British Burma Army im Lande stationiert. Dies bei einer geschätzten Bevölkerungszahl von 16 Millionen. Das einheimische Kontingent rekrutierte sich zu mehr als der Hälfte aus Indern, der Rest aus dem Volk der Karen, der Kachin und Chin, jedoch keine Shan, die nur bei der Polizei in den Ebenen eingesetzt wurden. Ethnische Birmanen machten 75 % der Bevölkerung aus, stellten jedoch nur 12 % der Truppen, die Stämme, bei einem Bevölkerungsanteil von 13 %, 83 % der einheimischen Truppen.
Die Military Police wurde zweigeteilt, in einen Teil, der Territorial Force unter Kontrolle des Home Ministers in den Ebenen (April 1941: 4294 Mann), und den anderen Teil, die Frontier Force (10073 Mann, davon 7376 Inder). Daneben bestand noch die Auxiliary Force, eine Reservistentruppe von 3368 Mann, die sich zum größten Teil aus ansässigen Europäern und Mischlingen (2732) zusammensetzte. 1940 wurden, entlang ethnischer Trennlinien, vier zusätzliche Bataillone (5th–8th) der Burma Rifles aufgestellt. Das 8. rekrutierte sich aus Sikhs und muslimischen Punjabis, die bereits in der Frontier Force dienten. Letztere wurde um drei Kompanien verstärkt. Birmanische Rekruten blieben mit 28,5 % weiterhin unterrepräsentiert.

### Beschränkte Selbstverwaltung
Bereits seit 1923 war das Land als eigenständige Kolonie im Rahmen des Government of India Act als separate Provinz unter einem Gouverneur in Rangun verwaltet worden.
Männer und Frauen, die Steuern zahlten, erhielten das aktive Wahlrecht. Das passive Frauenwahlrecht wurde jedoch nicht gewährt. Da nur Männer dazu verpflichtet waren, eine Kopfsteuer zu zahlen, gab es viel mehr Steuerzahler als Steuerzahlerinnen, sodass Frauen in der Praxis immer noch am Wählen gehindert waren. Zu dieser Zeit kamen auf zwei Millionen Wähler nur 125 000 Wählerinnen. 1927 gab es eine Vorlage in der gesetzgebenden Versammlung, die auch das passive Frauenwahlrecht einführen wollte; doch die Briten lehnten sie ab. Dies führte zu Unmut bei den Frauen und einer Demonstration in Ragoon. 1929 wurde die Beschränkung auf das aktive Frauenwahlrecht jedoch aufgehoben und somit das passive Frauenwahlrecht auf derselben Basis wie das passive Männerwahlrecht erreicht. Auch die Koppelung an das Bezahlen von Steuern entfiel. Trotzdem saßen nur sehr wenige Frauen in den kommunalen Gremien und der gesetzgebenden Versammlung. Als 1935 der Government of Burma Act  in Kraft trat, endete Burmas Zeit als Provinz Indiens. Obwohl es noch unter britischer Herrschaft stand, hatte es nun sein eigenes gesetzgebendes Gremium. Für dieses Repräsentantenhaus hatten Frauen nun das Wahlrecht, wenn sie einen Lese- und Schreibtest bestanden hatten. Auf diese Weise stieg die Zahl der Wählerinnen auf 750 000.
Zum 1. April 1937 kam es zur Errichtung einer eigenen Kolonialverwaltung die dem Burma Office in London unterstand. Damit war eine Hauptforderung der Studentenbewegung der Thakin unter Beteiligung von Aung San erfüllt.
Die ausführende Gewalt hatte der Gouverneur inne, der einen maximal 10-köpfigen Ministerrat (Council) ernannte. Die bikamerale Legislative bestand aus einem Abgeordnetenhaus mit 132 gewählten Mitgliedern, aus deren Mitte 18 Vertreter in den Senat gewählt wurden, weitere 18 Senatoren ernannte der Gouverneur. Dem Home Minister unterstand die Polizei- und Justizverwaltung. Weiterhin war der parlamentarische Machtbereich auf das eigentliche Birma, also die Ebenen und das Irrawaddy-Delta beschränkt. Das Land war in sieben Verwaltungsbezirke geteilt. Die Volkszählung 1931 ergab 14,67 Mio. Einwohner (24 pro km²), wovon ca. 400.000 in der Hauptstadt wohnten.
Die Gebirgs- und Grenzregionen, die von anderen Völkern bewohnt sind, verwaltete der Gouverneur direkt durch einen eigenen Beamtenapparat (Civil Service) und mithilfe lokaler Häuptlinge. Dies waren:
- die Chin Hills Agency mit den 4 Karenni-Staaten;
- die Agentur der Federated Shan States, die in einen nördlichen Bezirk mit sechs Fürstentümern und einen südlichen Bezirk mit 36 weiteren Staaten umfasste;
- außerdem gab es noch drei kleinere in den Gebieten von Sagaing und Mandalay.

Diese Kleinstaaten wurden, gemäß den verfassungsrechtlichen Bestimmungen vom 1. Oktober 1922, von erblichen Häuptlingen (in der Sprache der Shan sabwas) regiert. 1933 wurde ein Council of Chiefs eingerichtet.

## Japanische Invasion und Marionettenstaat

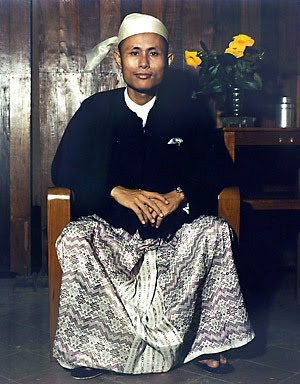
Aung San, Führer der birmanischen Unabhängigkeitsbewegung

Im Zweiten Weltkrieg besetzte die japanische Armee Anfang 1942 Birma. Die Shan-Staaten übergab Japan vertraglich an seinen Verbündeten Thailand, das sie sich bis Kriegsende einverleibte. Das Frauenwahlrecht wurde abgeschafft.
Am 1. August 1943 erklärte Birma seine Unabhängigkeit unter dem Regierungschef Ba Maw, der als Oberhaupt der von Japan eingesetzten Marionettenregierung fungierte. Es erfolgte eine Kriegserklärung an die Alliierten. Die japanischen Besatzer förderten den Aufbau einer Burma National Army, die sich aus Mitgliedern von nach Vorbild der Milizen europäischer faschistischer Parteien aufgebauten paramilitärischen Kampfverbänden einheimischer nationalistischer Parteien, rekrutierte. Im August 1944 gründete sich unter Beteiligung der Kommunisten, der Sozialisten von U Nu und eines Teils der National Army unter Aung San eine Widerstandsbewegung gegen die japanische Besatzungsmacht und das von ihr eingesetzte Kollaborationsregime unter Ba Maw. Sie wurde später als Anti-Fascist People’s Freedom League (AFPFL) bekannt. Der „Staat Burma“ wechselte 1945 kurz vor Kriegsende die Seiten, erklärte Japan den Krieg und schloss sich den Alliierten an. Die Burma National Army benannte sich in Patriotic Burmese Forces (PBF) um und erreichte am 7. September die Übernahme von 5200 der Kämpfer in die reguläre Armee. Ihr höchstrangiger Offizier war Oberst Ne Win.

## Unabhängigkeit
Vorübergehend gelangte Birma wieder unter britische Herrschaft. Die britische Kolonialverwaltung konnte die Popularität der AFPFL und ihres Führers Aung San jedoch nicht mehr ignorieren und machte ihn am 26. September 1946 zum stellvertretenden Vorsitzenden des Exekutivrats (Executive Council of Burma) des britischen Gouverneurs und damit De-facto-Regierungschef. Er fiel jedoch am 19. Juli 1947 einem Attentat zum Opfer. Sein Nachfolger wurde U Nu.
Am 12. Februar 1947 wurde die Panglong-Vereinbarung zwischen dem im Entstehen begriffenen Bundesstaat Burma, und Repräsentanten der Shan-, Kayin- und Chin-Minderheiten geschlossen.
Am 4. Januar 1948 wurde Birma in die Unabhängigkeit entlassen. Die Frauen erhielten das allgemeine Wahlrecht. Im Gegensatz zum Nachbarstaat Indien wurde Birma aufgrund antibritischer Gefühle nicht Mitglied des Commonwealth of Nations. Sao Shwe Thaik († 1962) wurde erster Präsident der Birmanischen Union. Von 1948 bis 1949 erschwerten separatistische Bestrebungen ethnischer Minderheiten (vor allem der Karen) und Aufstände kommunistischer Gruppen eine Stabilisierung des Landes.

## Demokratische Phase
Das demokratische Birma wurde hauptsächlich durch U Nu geprägt. Er wurde gleich dreimal Premierminister. Das erste Mal war er in der Zeit von 1948 bis 1958 (unterbrochen durch die Amtszeit von U Ba Swe zwischen Juni 1956 und Februar 1957) Regierungschef. In diesen Jahren entwarf er Pläne für einen Wohlfahrtsstaat nach buddhistischem und sozialistischem Vorbild. 1958 wurde er schließlich von General Ne Win dazu gedrängt, die Macht an das Militär zu übergeben. Dank dessen „fürsorglicher Regierung“ kam Birma wieder zu einem geregelten Alltag. Bei den Wahlen des Jahres 1960 wurde U Nu erneut Premierminister, musste allerdings 1962 nach einem Militärputsch Ne Wins diesem die Regierungsgewalt wieder überlassen, außerdem wurde er zu fünf Jahren Gefängnis verurteilt. U Thant wurde 1961 als erster Asiate Generalsekretär der Vereinten Nationen.
In U Nus Regierungszeit fand das sechste buddhistische Konzil der Theravada-Tradition in Rangun statt. Das Parlament erhob am 26. August 1961 durch eine Verfassungsänderung den Buddhismus zur Staatsreligion. Daraus resultierten innenpolitische Spannungen vor allem mit der christlichen Minderheit des Landes.

## Ne-Win-Regime
Nachdem anhaltende separatistische Bestrebungen der Shan die staatliche Einheit gefährdeten, unternahm General Ne Win am 2. März 1962 einen Staatsstreich und ein Revolutionsrat unter seiner Führung übernahm die Regierung. Ne Win umriss in einer Deklaration den birmanischen Weg zum Sozialismus, welcher die Ziele soziale Gerechtigkeit, Gleichheit aller Volksgruppen, Kampf gegen Verwestlichung und die Schaffung von Genossenschaften beinhaltete. Als Vorsitzender des Revolutionsrates amtierte Ne Win gleichzeitig als Staatspräsident bis zum Jahr 1981. Vorsitzender der Birmanischen Sozialistischen Programmpartei und damit faktischer „starker Mann“ des Landes blieb er sogar bis 1988. Ne Win schottete das Land für die folgenden Jahrzehnte weitgehend vom Ausland ab.
Am 15. Februar 1963 beschloss der Revolutionsrat die Verstaatlichung des Groß- und Einzelhandels, der Banken und der Industrie. Der Versuch der chinesischen Botschaft in Rangun, die maoistische Kulturrevolution auch auf Birma auszudehnen, führte im Juni 1967 zu einem ernsthaften Konflikt mit der Volksrepublik China und zu Ausschreitungen gegen die in Birma ansässigen Chinesen. Am 15. Dezember 1971 rief der frühere Ministerpräsident U Nu von seinem thailändischen Exil zum bewaffneten Widerstand gegen das Militärregime von Ne Win auf.
1972 wurde mit der Volksrepublik China ein zinsloser Kredit in Höhe von 30 Millionen britischer Pfund für Birma bis zum Jahr 1990 vereinbart.
Im April 1972 schieden 21 Kabinettsmitglieder aus dem Militär aus, darunter auch Staats- und Regierungschef Ne Win und Außenminister Hla Han.
Ab dem 1. Januar 1973 wurden rund 70 Unternehmen der Textil-, Nahrungsmittel- und Chemieindustrie verstaatlicht.
Nach Angaben des Oberkommandos der Streitkräfte wurden seit Sommer 1971 rund 3.000 Aufständische der National United Liberation Front (NULF) unter Führung von U Nu im Nordosten des Landes getötet und mehr als 500 gefangen genommen.
Am 23. Februar 1973 erfolgte die Aufnahme von diplomatischen Beziehungen mit der Deutschen Demokratischen Republik. Am 9. August 1973 unterzeichnete das Regime mit der Bundesrepublik Deutschland ein neues Kapitalunterstützungsabkommen.
Am 4. Januar 1974 rief der General Ne Win die Sozialistische Föderative Republik Birma aus, in der er selbst wieder als Staatspräsident fungierte. 1979 verließ Birma die Bewegung der blockfreien Staaten und am 9. November 1981 löste San Yu General Ne Win als Staatspräsident ab.
Bei einem Bombenanschlag am 9. Oktober 1983 im Norden der Hauptstadt Rangun wurden 19 Personen getötet, darunter vier Kabinettsmitglieder aus Südkorea. Bei den Toten handelte es sich um Kim Jae Ik, Suh Sook Joon, Hahn Pyong Choon und Außenminister Lee Bum Suk. Nach Untersuchungen wurde Nordkorea offiziell beschuldigt, den Anschlag verübt zu haben.

## Rebellion und Militärregime
Die Regierung gab am 5. September 1987 die sofortige Entwertung der 25-, 35- und 75-Kyat-Banknoten bekannt. Ein Umtausch oder anderweitige Kompensation war nicht vorgesehen. Somit wurden auf einen Schlag 60 bis 80 Prozent des im Umlauf befindlichen Geldes wertlos und fast alle Ersparnisse der Bürger gingen verloren. Dies führte zu Protesten. Daraufhin schloss die Regierung kurzfristig die Universitäten (bis Juli 2000) und verhängte schließlich das Kriegsrecht.
Nachdem sich die Unruhen ausgeweitet hatten, verlor General Ne Win im Juli 1988 seine Machtbasis und auch Staatspräsident U San Yu trat zurück. Neuer Staatschef wurde am 27. Juli Sein Lwin, der sich jedoch nur drei Wochen in seinem Amt halten konnte. Ihm folgte am 19. August – wiederum für nur einen Monat – Maung Maung im Amt nach.
Am 8. August demonstrierten hunderttausende Menschen in Birma für Demokratie. Die mit dem friedlichen Aufstand beginnenden Ereignisse bis zum Putsch am 18. September wurden später als 8888 Uprising bekannt.

### SLORC und SPDC

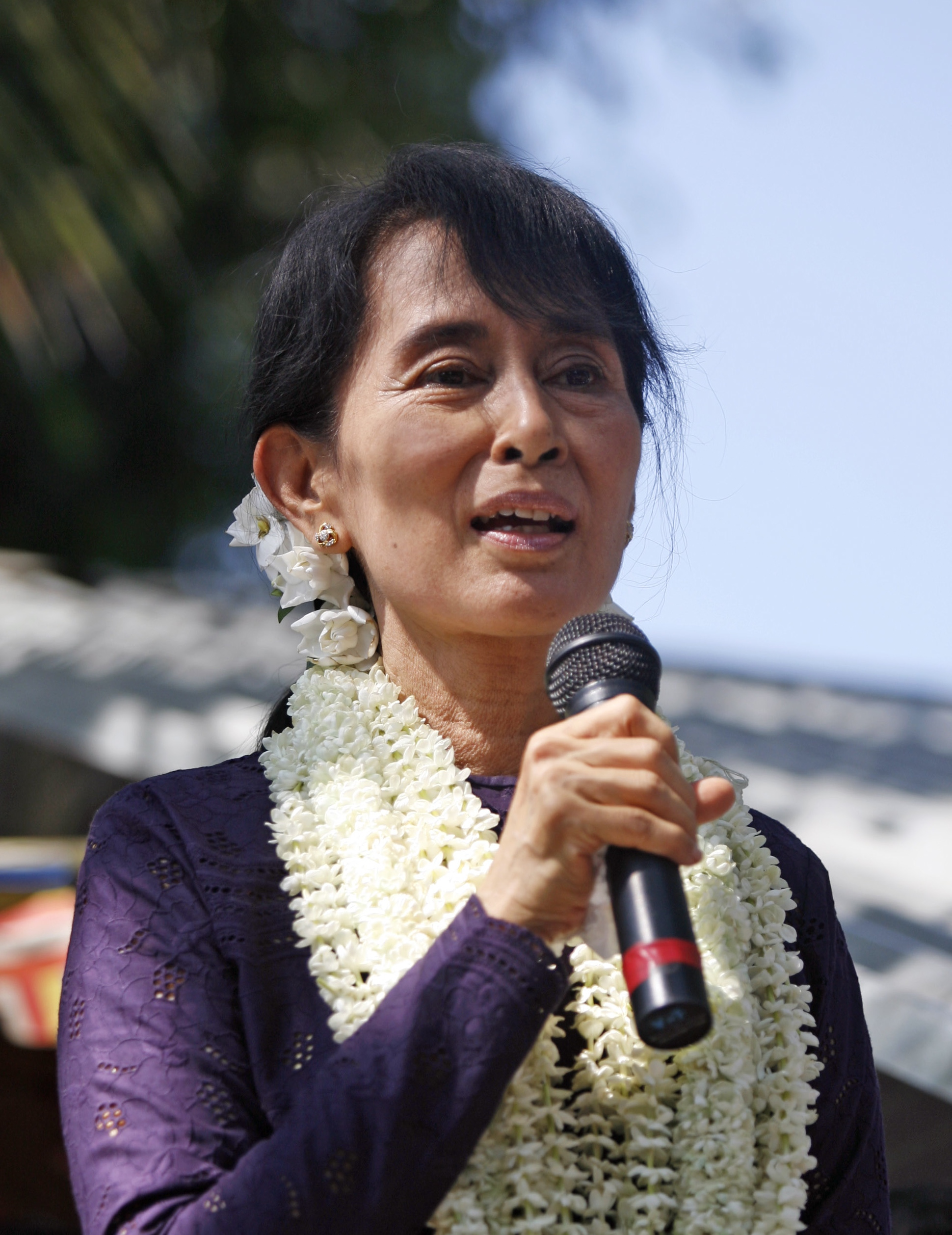
Aung San Suu Kyi, Vorsitzende der Nationalen Liga für Demokratie

Am 18. September 1988 putschte sich der General Saw Maung an die Macht und entmachtete Staatspräsident Maung Maung. Am 21. September übernahm er auch das Amt des Ministerpräsidenten. Das neue Militärregime etablierte sich als Staatsrat für die Wiederherstellung von Recht und Ordnung (englisch: State Law and Order Restoration Council, SLORC). Unter anderem wurden jegliche Versammlungen von mehr als vier Personen verboten und die Regierung ging gewaltsam gegen Zuwiderhandlungen vor. Dabei wurden nach Angaben von Menschenrechtsgruppen etwa 3000 Menschen getötet. Trotzdem gründete Aung San Suu Kyi, die Tochter des 1947 ermordeten Generals Aung San, eine Woche später die Nationale Liga für Demokratie (NLD), deren Führung sie Anfang 1989 übernahm, sie erhielt am 14. Oktober 1991 den Friedensnobelpreis. Sie stand längere Zeit unter immer wieder verlängertem Hausarrest.
Am 18. Juni 1989 wurde Birma in Myanmar und die Hauptstadt Rangun in Yangon umbenannt.

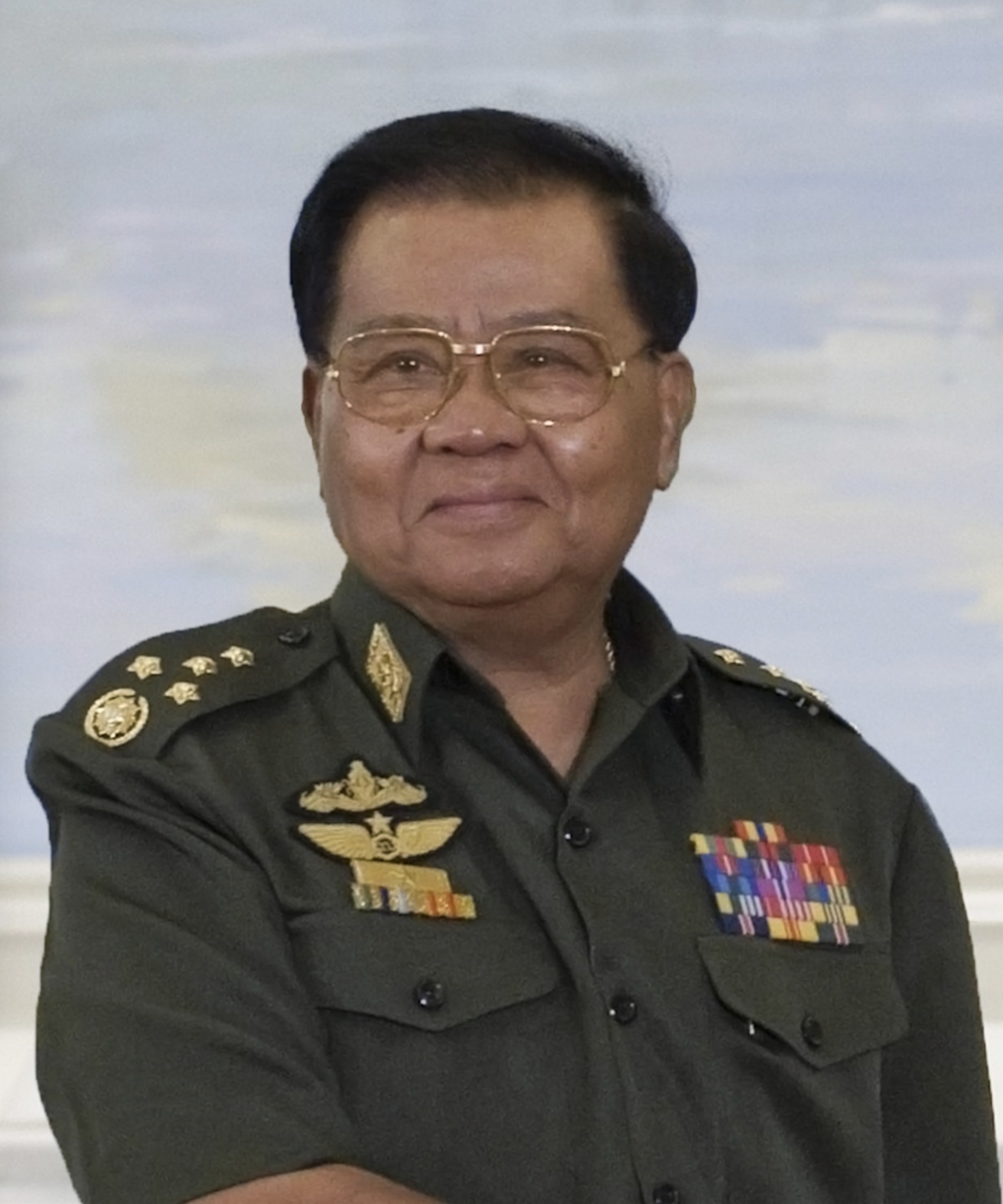
Than Shwe, Staatschef 1992–2011

In den ersten freien Wahlen am 27. Mai 1990 erlangte die oppositionelle NLD einen sehr deutlichen Sieg. Die Militärs verweigerten jedoch die Anerkennung des Wahlergebnisses. Am 23. April 1992 wurde der General Than Shwe neuer Staats- und Regierungschef. Am 9. Januar 1993 wurde eine Nationale Versammlung einberufen, die eine neue Verfassung erarbeiten sollte. Am 10. Juli 1995 wurde der seit 1989 bestehende Hausarrest für Aung San Suu Kyi aufgehoben. Die NLD wurde allerdings nach Protesten gegen die vom Militär vorgegebenen Verfahrensvorschriften am 29. November 1995 von der Nationalen Versammlung ausgeschlossen. Im Mai 1996 ließ das Militärregime über 500 Funktionäre, Politiker und Anhänger der NLD verhaften. Am 31. Mai 1996 wurde die Nationale Versammlung endgültig ausgesetzt.
Das Hauptquartier der aufständischen Karen National Union (KNU), die seit 1948 im Grenzgebiet zu Thailand für einen eigenen Staat kämpften, fiel am 13. Februar 1997.
Am 23. Juli 1997 wurde Myanmar Mitglied der Association of Southeast Asian Nations (ASEAN). Um die Entstehung eines geregelten demokratischen Systems zu gewährleisten und einen friedfertigen modernen Staat zu errichten, wurde am 15. November der Staatsrat für die Wiederherstellung von Recht und Ordnung (SLORC) aufgelöst. Die Regierung nannte sich in State Peace and Development Council (SPDC, „Staatsrat für Frieden und Entwicklung“) um. Am 25. August wurde der bisherige erste Sekretär des SPDC, General Khin Nyunt, Regierungschef.
Bis zur Jahrtausendwende verhandelte General Khin Nyunt mit einigen der Minderheitenvölker Myanmars Waffenstillstandsvereinbarungen. Die Oppositionsführerin Aung San Suu Kyi wurde willkürlich freigelassen und erneut unter Hausarrest gestellt, zuletzt nach einem blutigen Überfall auf ihre Wagenkolonne in Zentralmyanmar im Mai 2003.
Am 18. September 2004, dem Jahrestag der Machtübernahme durch das Militär, wurden bei der 15. Kabinettsumbildung in 16 Jahren Militärregime der seit 1998 amtierende Außenminister U Win Aung und sein Stellvertreter Khin Maung Win ihrer Posten enthoben. Neuer Außenminister wurde der Generalmajor Nyan Win, sein Stellvertreter Oberst Maung Myint.
Nach Informationen der thailändischen Regierung wurde der Premierminister Khin Nyunt am Vorabend des 19. Oktobers 2004 seines Amtes enthoben und unter dem Vorwurf der Korruption unter Hausarrest gestellt. Zuvor hatte die regierende Militärjunta mehrere Unternehmen des militärischen Geheimdienstes, der formell noch von Khin Nyunt angeführt worden war, geschlossen. Im staatlichen Fernsehen wurde nach stundenlangen Gerüchten verkündet, der Premierminister habe aus gesundheitlichen Gründen sein Amt abgegeben. Nachfolger wurde der bisherige erste Sekretär des SPDC, Generalleutnant Soe Win († 2008), der als Drahtzieher des Überfalls auf Aung San Suu Kyi im Mai 2003 gilt. Verhandlungen mit einer Delegation der Karen National Union wurden abgesagt.

#### Amnestie
Am 22. Oktober 2004 setzte die Militärjunta das Gesetz über das National Intelligence Bureau von 1983 außer Kraft. Dieses Gesetz war die Grundlage für den militärischen Geheimdienst, das Büro für Besondere Ermittlungen, sowie die Abteilung für Kriminalermittlungen.
Nach Regierungsangaben wurden am 18. November 3937 Strafgefangene freigelassen und ihre Strafen ausgesetzt, da bei der Überprüfung der Arbeit des Geheimdienstes Unregelmäßigkeiten zutage getreten seien. Überwiegend handelte es sich bei den Freigelassenen um Kleinkriminelle, allerdings befand sich unter ihnen auch Min Ko Naing, der Anführer der Studentenaufstände von 1988. Am 25. November wurden nochmals 5311 Strafgefangene und am 11. Dezember weitere 5070 Strafgefangene entlassen.
Nach dem Seebeben im Indischen Ozean am 26. Dezember 2004 und der hierdurch ausgelösten Flutwelle verweigerte das Regime internationalen Hilfskräften die Einreise und stellte so niedrige Zahlen über die Opfer zur Verfügung, dass sie von ausländischen Organisationen angezweifelt werden.
Am 3. Januar 2005 amnestierte das Militär 5588 Strafgefangene. Anlass war der bevorstehende 57. Jahrestag der Unabhängigkeit von Großbritannien. Ein Bezug zu Machenschaften des früheren Geheimdienstes wurde diesmal nicht hergestellt. Wieder waren jedoch nur wenige politische Gefangene unter den Amnestierten.
Am 6. Juli 2006 ließ man nach eigenen Angaben 400 Inhaftierte frei, von denen die meisten politische Gefangene waren.

#### Internationale Kritik
Der am 20. September 2005 von dem ehemaligen tschechischen Präsidenten Václav Havel und dem südafrikanischen Erzbischof Desmond Tutu herausgegebene Bericht Bedrohung für den Frieden – Aufruf an den UN-Sicherheitsrat, in Myanmar tätig zu werden beschreibt auf 70 Seiten die Verschlechterung der Lebensverhältnisse und die politischen Lage in Myanmar seit der Machtübernahme durch das Militär. Er kommt zu dem Schluss, dass Myanmar dadurch zu einer Bedrohung des Weltfriedens geworden sei und zieht Vergleiche zu ähnlichen Fällen, in denen der Weltsicherheitsrat in der Vergangenheit eingegriffen hat. Der Bericht war Grundlage eines Briefings in diesem Gremium am 16. Dezember 2006.
In Abweichung von der bislang vertretenen Politik der Nichteinmischung und des konstruktiven Engagements gaben die Regierungschefs auf dem 11. ASEAN-Gipfel im malaysischen Kuala Lumpur am 12. Dezember 2005 eine ungewöhnlich scharfe Erklärung zu Myanmar ab. Das Land wurde aufgefordert, den sich dahinschleppenden Demokratisierungsprozess zu beschleunigen und alle politischen Gefangenen freizulassen. Der malaysische Premierminister Abdullah Ahmad Badawi, Gastgeber des Gipfeltreffens, kritisierte, dass sich die Reformunwilligkeit des Regimes in Rangun in ein Problem der gesamten ASEAN-Gemeinschaft entwickelt habe. Der myanmarische Premierminister Soe Win willigte beim Besuch einer ASEAN-Delegation unter Führung des malaysischen Außenministers Syed Hamid Albar ein, das den Fortgang der Reformen bewerten wird. Ein Termin sollte im Januar 2006 zustande kommen, dieser wurde jedoch abgesagt, da man mit dem Umzug der Hauptstadt beschäftigt sei. ASEAN bestand in diesem Zuge auf einem Treffen der Delegation mit Aung San Suu Kyi. Der Sondergesandte der ASEAN-Staatengemeinschaft, der malaysische Außenminister Syed Hamid Albar, traf am 23. März zu dem am 12. Dezember 2005 vereinbarten Besuch in Rangun ein, bei dem er den Fortgang der Demokratisierung des Landes begutachten sollte. Ein Treffen mit Oppositionsführerin Aung San Suu Kyi wurde ihm mit dem Hinweis auf ihren Hausarrest verwehrt.

### „Fahrplan zur Demokratie“
Gemäß einem im August 2003 verkündeten, siebenstufigen „Fahrplan zu einer disziplinierten Demokratie“ wurde die 1996 suspendierte Nationale Versammlung ab dem 17. Mai 2004 wieder einberufen, um abermals eine neue Verfassung auszuarbeiten. Doch weder das Staatsoberhaupt noch der Premierminister nahmen an der Eröffnungsveranstaltung teil. Sie wurde am 9. Juli wieder ausgesetzt. Sie nahm ihre Arbeit in einem Militärcamp in Nyaung Hnapin nördlich von Rangun am 17. Februar 2006 auf und wurde am 31. März erneut eingestellt. Die sechswöchige Sitzung wurde von der kurz davor erfolgten Inhaftierung mehrerer Anführer verschiedener Gruppen der Shan-Minderheit des Landes überschattet.

#### Neue Hauptstadt Naypyidaw
Die Militärs gaben am 7. November 2005 die schrittweise Verlegung des Regierungssitzes in die Nähe von Pyinmana, das etwa 320 Kilometer nördlich von Rangun gelegen ist, bekannt. Begründet wurde der Schritt offiziell mit der gegenüber Rangun zentralen Lage der neuen administrativen Hauptstadt. Inoffizielle Spekulationen reichten von der Furcht vor einer ausländischen Invasion vom Meer aus über Einflüsse von Astrologen auf die Militärmachthaber bis hin zur Abschottung des Regimes aus Furcht vor möglichen neuen Volksaufständen. Den Anfang machten die Bediensteten des Außen-, Innen-, Wirtschafts- und des Ministeriums für nationale Planung und wirtschaftliche Entwicklung.

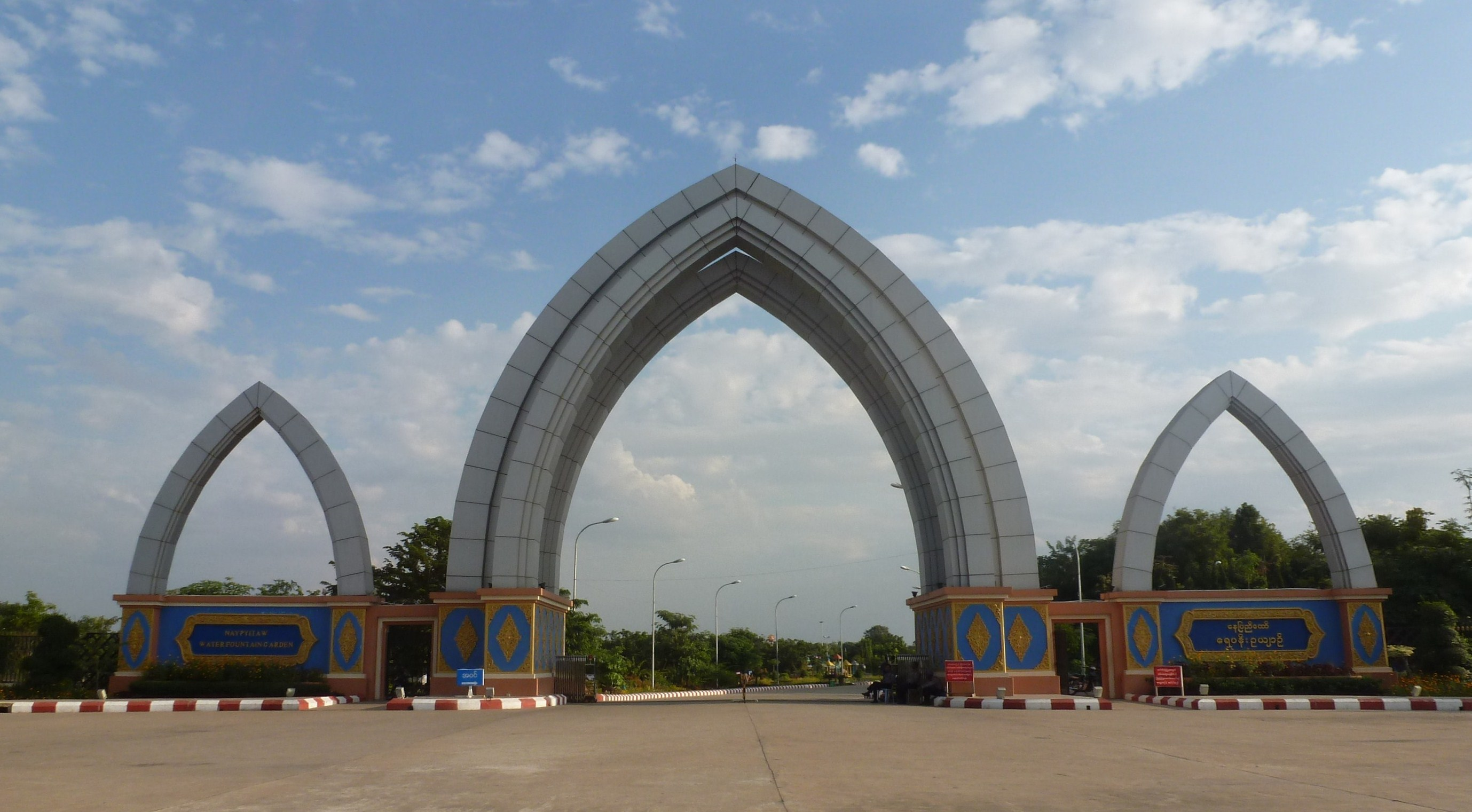
Eingang zum Water Fountain Garden in der neuen Hauptstadt Naypyidaw

Am 61. Tag der Streitkräfte am 27. März 2006 hielt die Regierung erstmals eine Militärparade mit über 12.500 Soldaten in der neuen Hauptstadt Naypyidaw (Sitz der Könige) ab. In der Rede wurde der Führungsanspruch des Militärs in einem künftigen demokratischen Myanmar bekräftigt.
Der UN-Untersekretär Ibrahim Gambari traf am 18. Mai 2006 zu einem dreitägigen Besuch in Rangun ein. Im Gegensatz zu Syed Hamid Albar erhielt dieser eine Audienz bei Juntachef Than Shwe in dessen Amtssitz in Naypyidaw und traf am 20. Mai auch mit Aung San Suu Kyi zusammen, deren Hausarrest eine Woche später erneut verlängert wurde.
Am 27. September 2006 wurden drei Angehörige der Widerstandsbewegung der 88er-Studenten-Generation, darunter auch Min Ko Naing, festgenommen. Zwei weitere Mitglieder folgten am 29. September. Sie wurden erst am 11. Januar 2007, einen Tag vor der Ablehnung eines Resolutionsantrags durch den Weltsicherheitsrat, wieder freigelassen. Die Widerstandsbewegung organisierte mehrere Kampagnen, in denen die Bevölkerung gewaltlos ihre Unzufriedenheit mit den politischen Verhältnissen manifestierte.
Der UN-Untersekretär Ibrahim Gambari kehrte am 12. November 2006 erfolglos von seinem zweiten Besuch in Myanmar zurück. Der Weltsicherheitsrat der Vereinten Nationen stimmte am 12. Januar 2007 über eine von den Vereinigten Staaten von Amerika eingebrachte Resolution ab, die das Regime auffordern sollte, konkrete Schritte zur Herstellung von Rede- und Versammlungsfreiheit zu unternehmen und alle politischen Gefangenen freizulassen sowie die Oppositionsparteien ungehindert agieren zu lassen. Grundlage war der Bericht von Václav Havel und Desmond Tutu. Die USA hatten kurz vor der Abstimmung diese Passage aus dem Resolutionsentwurf gestrichen. Obwohl die erforderliche Anzahl von neun 'Ja'-Stimmen erreicht wurde, wies der Weltsicherheitsrat den Antrag mit den Stimmen der Vetomächte China und Russland zurück. Als drittes Land hatte Südafrika gegen den Antrag gestimmt.
Bei drei nahezu gleichzeitig ausgelösten Bombenexplosionen in Einkaufszentren in der Hauptstadt Rangun am 7. Mai 2007 kamen 23 Menschen ums Leben und über 100 wurden verletzt. Eine offizielle Untersuchung der Anschläge fand nicht statt. Stattdessen bezichtigte das Militärregime noch am selben Tag die militärischen Minderheitenorganisationen Karen National Union (KNU), Karenni National Progressive Party (KNPP), Shan State Army (SSA), mehrere myanmarische Exilorganisationen und Tage später noch Thailand sowie die CIA der Mitwirkung an den Anschlägen.
Am 21. Juli 2007 wurde der ehemalige Premierminister General Khin Nyunt zu 44 Jahren Haft auf Bewährung verurteilt.

#### Demonstrationen 2007

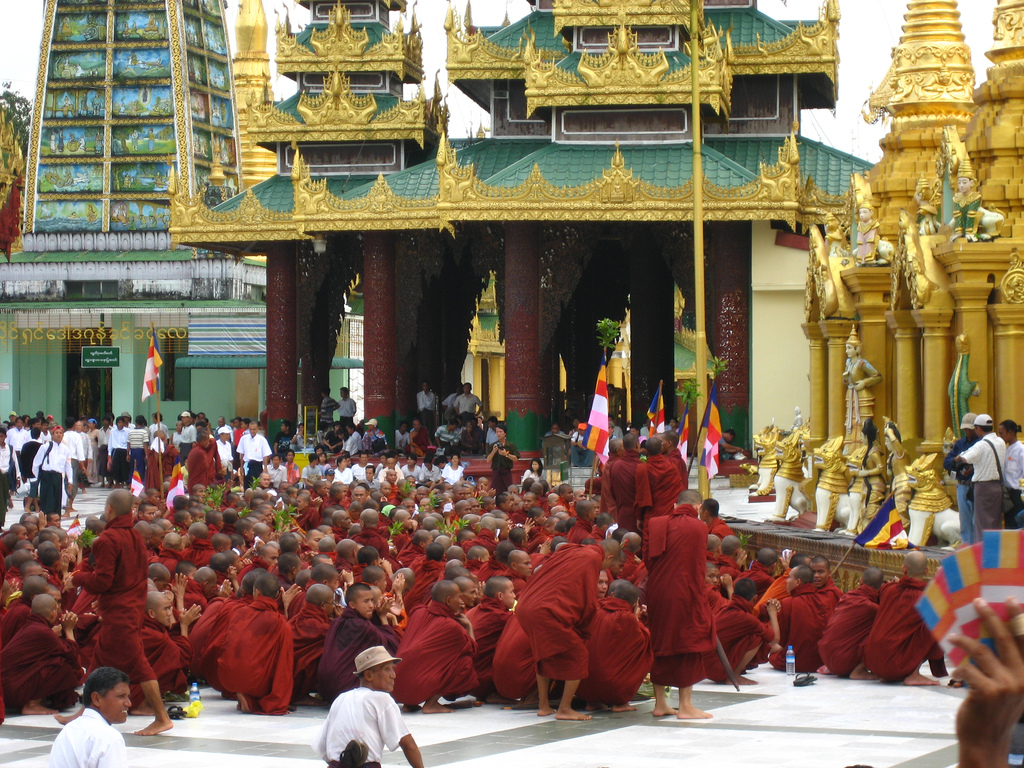
Demonstrierende Mönche vor der Shwedagon-Pagode, September 2007

Am 15. August 2007 wurden sämtliche Subventionen auf Kraftstoffe gestrichen. Hierdurch stiegen die Preise für flüssigen Treibstoff und Gas auf das Fünffache an. Im September 2007 formierten sich Demonstrationen, deren Anlass zunächst die drastischen Preissteigerungen für Treibstoffe waren und die sich später gegen das Regime insgesamt richteten. Angeführt wurden die Demonstrationen von buddhistischen Mönchen und Nonnen, denen sich bald auch Zivilisten anschlossen. Am 24. September wurden bereits über 100.000 Demonstranten gezählt. Anders als in der Vergangenheit schritt die Militärführung zunächst nicht ein, doch am 25. September begann sie gegen die Demonstranten vorzugehen. Nach offiziellen Angaben kamen zehn Menschen ums Leben, darunter der japanische Journalist Kenji Nagai. Inoffizielle Beobachter sprechen von bis zu 200 Toten. Mehrere Hundert Menschen wurden verletzt. Zahlreiche Klöster in Rangun wurden von Soldaten gestürmt. Weiterhin wurden Oppositionspolitiker und Regimegegner im ganzen Land verhaftet. Insgesamt soll es hunderte Festnahmen gegeben haben. Am 29. September 2007 erklärte die Militärjunta schließlich die Revolte als zerschlagen und beendet.
Das Land war vom 28. September bis zum 8. Oktober 2007 vom Internet getrennt. Die Regierung gab als Grund den Bruch eines Unterseekabels, die Opposition hingegen Vertuschungsabsicht der Regierung bezüglich der gewalttätigen Unterdrückung von Demonstrationen im Land an.
Am 29. September 2007 schickte der UN-Generalsekretär Ban Ki-Moon seinen Sondergesandten als Vermittler Ibrahim Gambari nach Naypyidaw, der am 1. November erneut eintraf, wegen kritischer Äußerungen jedoch des Landes verwiesen wurde. Am 8. November durfte er dann zurückkehren.
Am 9. Oktober 2007 ernannte das Regime den Ex-General und stellvertretenden Arbeitsminister Aung Kyi zum Minister für Beziehungen zu Aung San Suu Kyi, mit der er sich am 25. Oktober erstmals traf. Am 24. Oktober rückte der bisherige Erste Sekretär des State Peace and Development Council, Generalleutnant Thein Sein, auf den Posten des Ministerpräsidenten nach. Den Posten des Ersten Sekretärs erhielt General-Quartiermeister Tin Aung Myint Oo. Ein weiteres erfolgloses Treffen folgte am 19. November. Nach dem fünften Treffen am 30. Januar 2008 wurde erstmals über die Gespräche und ihre Forderungen berichtet.
Der Kraftstoffpreis wurde am 20. Oktober 2007, nach Ankündigung des Energieministeriums vom Vortag, nahezu verzehnfacht. Eine Gallone kostete anstelle von 180 Kyat 1500 Kyat.
Der Sonderberichterstatter des UN-Menschenrechtsrats, Paulo Sérgio Pinheiro, begann am 11. November 2007 seine erste Mission in Myanmar seit dem Jahr 2003. Er sollte die Vorgänge während der Niederschlagung der Proteste im September aufhellen und die tatsächliche Zahl der Todesopfer in Erfahrung bringen. Kurz vor seiner Abreise wurden 75 Gefangene, darunter sechs politische Aktivisten freigelassen.
Während eines zweitägigen Besuchs in Naypyidaw forderte Chinas Vizeaußenminister Wang Yi das Regime am 16. November 2007 auf, die demokratischen Reformen zu beschleunigen. Auf Veranlassung der myanmarischen Regierung wurde beim 13. ASEAN-Gipfeltreffen in Singapur am 20. November 2007 Ibrahim Gambari ausgeladen.
Am 5. Dezember 2007 ging die Nationale Verfassungskonvention in die nächste Runde. Im Mittelpunkt stand dieses Mal die zukünftige Rolle des Militärs im Staat. Die Arbeit der Nationalen Verfassungskonvention wurde am 31. Januar 2007 ein erneutes Mal unterbrochen. Die Beratungen sollten nach der Erntezeit, die in Myanmar in die Monate Oktober und November fällt, fortgesetzt werden.
In der Folge der blutigen Niederschlagung der Demonstrationen im September hatte das Regime am 18. Oktober 2007 die Kommission zum Entwurf der neuen Verfassung ins Leben gerufen. Unter Leitung des Vorsitzenden des Obersten Gerichtshofs in Naypyidaw, U Aung Toe, hatte das 54-köpfige Gremium am 3. Dezember 2007 die Arbeit am Verfassungsentwurf aufgenommen. Unter den Mitgliedern war auch der Informationsminister Brigadegeneral Kyaw Hsan.
Am 29. Dezember 2007 vertagte sich die Nationale Versammlung, die ihre Arbeit am 10. Oktober wieder aufgenommen hatte, nach zweieinhalb Monaten erneut. Am 18. Juli 2008 ging man in die letzte Runde und schloss die Beratungen am 3. September ab.

#### Verfassungsreferendum 2008 und Wahlen 2010
Es wurde später verlautbart, dass im Mai 2008 ein Referendum über die neue Verfassung und im Jahr 2010 allgemeine Wahlen stattfinden würden. Die Mitteilung kam insofern überraschend, als dass die Generäle seit der Verkündung der Road Map zur Demokratie unter dem damaligen Premierminister Khin Nyunt im Jahr 2003 niemals Termine für die einzelnen Schritte in diesem Fahrplan genannt hatten.
Die Regierung hat am 26. Februar 2008 ein Gesetz über die Volksabstimmung erlassen. Darin wurde jede Aktion, die dazu geeignet ist, das Referendum scheitern zu lassen, mit Freiheitsstrafe bis zu drei Jahren oder Geldstrafe bis zu 100.000 Kyats bedroht. Nach dem Gesetz waren unter anderem Angehörige von religiösen Orden, also auch die ungezählten Mönche und Nonnen, nicht wahlberechtigt. Die Opposition agitierte trotzdem für ein „Nein.“.
Die diplomatischen Bemühungen des UN-Sondergesandten Ibrahim Gambari hielten weiter an. Der neue thailändische Ministerpräsident Samak Sundaravej traf am 14. März 2008 zu seinem Antrittsbesuch in Naypyidaw ein.
In der Nacht zum 3. Mai 2008 zog der Zyklon Nargis mit Windgeschwindigkeiten bis zu 240 km/h über den Südwesten des Landes und verwüstete das Irawadi-Delta. Zunächst wurde nur von 350 Toten ausgegangen. Letztendlich bezifferte man die Todesfälle auf über 84.500 Menschen sowie 665.271 Enten, 56.163 Kühe und 1.614.502 Hühner, der finanzielle Schaden wurde auf 10 Mrd. US$ geschätzt. Erstmals besuchte der Staatschef Than Shwe am 18. Mai das Katastrophengebiet. Ab 23. Mai durften Helfer ins Land einreisen.
Am 10. Mai 2008, außerhalb der betroffenen Bezirke, wurde über die neu erarbeitete Verfassung abgestimmt. Bei einer Wahlbeteiligung von über 99 Prozent ist diese mit 92,4 Prozent Ja-Stimmen angenommen worden.

2010 angenommene Flagge Myanmars

Am 7. November 2010 fanden Wahlen statt. Ein Viertel der Sitze in beiden Parlamentskammern waren für das Militär reserviert. Darüber hinaus erhielt die militärnahe Union Solidarity and Development Party (USDP) 259 der 440 Sitze im Repräsentantenhaus und 129 der 224 Sitze im Haus der Nationalitäten. Die NLD boykottierte die Wahlen. Am 13. November 2010 wurde der jahrelange Hausarrest der Oppositionsführerin Aung San Suu Kyi aufgehoben. Am 4. Februar 2011 wurde der vorherige Ministerpräsident und General Thein Sein durch das Parlament zum Staatspräsidenten erklärt. Than Shwe hatte somit seitdem kein offizielles politisches Amt mehr inne, stand jedoch dem Präsidenten nahe und – entgegen dem von der Verfassung festgesetzten Höchstalter von 60 Jahren – weiterhin dem Militär vor.

## Öffnung ab 2011
Im August 2011 übernahm Derek Mitchell das Amt des US-Sonderbeauftragten für Burma.
Am 18. November 2011 kündigte US-Präsident Obama an, dass Hillary Clinton nach Burma reisen werde, als erste US-Außenministerin seit über 50 Jahren. Bei ihrem Besuch Anfang Dezember traf Clinton auch mit Aung San Suu Kyi zusammen.
Bei Nachwahlen für 45 der 664 Sitze in der Volksversammlung am 1. April 2012 nahm zum ersten Mal seit 1990 die NLD wieder teil, unter anderem kandidierte die Friedensnobelpreisträgerin Aung San Suu Kyi für einen Sitz.
Als Reaktion auf den demokratischen Reformprozess kündigte Japan im April 2012 an, dem Land Schulden von fast drei Mrd. Euro zu erlassen und seine Entwicklungshilfe wiederaufzunehmen, sofern der Reformkurs weitergeführt werde. Auch die Europäische Union setzte im selben Monat ihre Sanktionen in Teilen aus. So wurden Einreiseverbote, Vermögenssperren und Handelsbeschränkungen für zunächst ein Jahr aufgehoben. Anfang Oktober 2012 bewilligte die Weltbank dem Land erstmals seit der blutigen Niederschlagung des Studentenaufstands im Jahr 1988 einen Hilfskredit. Die Organisation gab 80 Mio. US-Dollar (ca. 62 Mio. Euro) für Infrastrukturprojekte in ländlichen Regionen Myanmars frei. Eine Lösung für das Problem der ausstehenden Zinsschulden in Höhe von fast 400 Mio. US-Dollar hoffe die Weltbank bis Anfang 2013 zu finden. Ebenso gab die Asiatische Entwicklungsbank bekannt, sich Myanmar annähern zu wollen.

### Regierung der NLD
Im November 2015 fanden allgemeine Parlamentswahlen im ganzen Land statt. Jeweils ein Viertel der Sitze in beiden Parlamentskammern blieben jedoch für das Militär reserviert. Die Wahl brachte einen Erdrutschsieg der NLD, die 255 der 440 Sitze im Repräsentantenhaus und 135 der 224 Sitze im Haus der Nationalitäten erhielt. Die NLD-Vorsitzende Aung San Suu Kyi konnte jedoch nach der Verfassung nicht Präsidentin werden, weil sie mit einem Ausländer verheiratet war und ihre Kinder eine ausländische Staatsbürgerschaft haben. Das Parlament wählte daraufhin einen anderen NLD-Politiker, Htin Kyaw, zum Staatspräsidenten. Er löste am 30. März 2016 Thein Sein als Staatschef ab. Damit endete nach 54 Jahren die Militärherrschaft. Im Hintergrund hatte das Militär aber weiter großen Einfluss. Aung San Suu Kyi wurde zur Außenministerin ernannt. Zudem wurde für sie das Amt der „Staatsrätin“ geschaffen, das faktisch dem einer Regierungschefin gleichkommt.
Während der Herrschaft der Militärs hatte sich das Militärbudget, das noch im Jahr 1988 bei unter 250 Millionen Dollar gelegen hatte, bis ins Jahr 2015 verzehnfacht und lag nach Schätzungen bei weit über 3 Milliarden Dollar. Für das Jahr 2017 wurde ein gegenüber den Vorjahren „abnehmendes“ Militärbudget von 2,1 Milliarden Dollar bekannt gegeben. Russland hoffte, im Jahr 2018 dem Land moderne Kampfflugzeuge für 400 Millionen Dollar verkaufen zu können, damit die Zentralregierung „einige der Kriege mit Rebellenarmeen beenden“ könne.

### Rohingya-Konflikt
Bereits seit der Unabhängigkeit Myanmars 1947 dauert ein Konflikt zwischen muslimischen Rohingya und buddhistischen Arakanesen im westlichen Rakhaing-Staat an. Dieser hat sich seit 2012 noch verschärft. Dies wurde auch durch die Aktivität der nationalistischen 969-Bewegung unter Führung des buddhistischen Mönchs Ashin Wirathu befeuert, die zur Verfolgung und Vertreibung der Rohingya aufruft. Obwohl die rund 1,5 bis 2 Millionen Rohingya in Myanmar heimisch sind (seit wann sie dort leben, ist umstritten), zählen sie nicht zu den 135 Volksgruppen, die nach offizieller Sichtweise die myanmarische Nation bilden, sondern sind staatenlos. Bei Ausschreitungen zwischen den Volks- und Religionsgruppen im Juni und Oktober 2012 starben über 160 Menschen, etwa 100.000 verließen ihre Heimatorte. 2015 kam es zu einer Flüchtlingskrise, als zehntausende Rohingya versuchten, über das Meer nach Bangladesch, Thailand, Malaysia oder Indonesien zu gelangen.
Seit Oktober 2016 kämpft die Arakan Rohingya Salvation Army (ARSA) mit Waffengewalt gegen die myanmarischen Regierungstruppen. Bei der Niederschlagung des Aufstandes durch die Armee starben bis Februar 2017 über tausend Rohingya. Ab August 2017 intensivierte die Armee ihr Vorgehen gegen die Rohingya noch. Beim Massaker von Inn Din am 2. September 2017 töteten Soldaten und arakanesische Paramilitärs zehn unbewaffnete Rohingya. Seither kam es zu einer Massenflucht von über 700.000 Rohingya ins benachbarte Bangladesch. Die Vereinten Nationen verurteilten die Vertreibungen im September 2017 als systematisch und damit als ethnische Säuberung. Nach Schätzung von Ärzte ohne Grenzen starben im Zuge der Vertreibung über 10.000 Rohingya. Über 70 % davon starben eines gewaltsamen Todes, sie wurden erschossen oder verbrannt. Die übrigen starben an Hunger und anderen Umständen der Flucht. Laut der UN-Sonderberichterstatterin Yanghee Lee handelt es sich um einen Genozid.

### Erdbeben
2011, 2012, 2016 und 2025 kam es zu Erdbeben der Stärke 6,8 bis 7,7.

## Militärputsch 2021 und Militärregierung
Bei der Parlamentswahl im November 2020 erreichte Aung San Suu Kyis Partei NLD offiziellen Angaben zufolge die absolute Mehrheit, wobei die Wahlbeteiligung bei über 70 Prozent gelegen haben soll. Internationale Beobachter sahen die Wahl als frei und fair an. Die Armee, für die automatisch ein Viertel der Sitze in den Parlamentskammern reserviert ist, sprach dagegen von Wahlbetrug. Am Morgen des 1. Februar 2021 beging das Militär unter Oberbefehlshaber Min Aung Hlaing nach anhaltender Kritik an dem Wahlergebnis einen Putsch. Suu Kyi, Präsident Win Myint und weitere hochrangige NLD-Mitglieder wurden festgenommen. Auch rief das Militär den Notstand aus. Das Militärfernsehen gab bekannt, für ein Jahr die Kontrolle übernehmen zu wollen. Das Vorgehen wurde mit angeblichem Wahlbetrug begründet. UN-Generalsekretär António Guterres verurteilte die Festnahmen der Politiker.
Im Juni oder Juli 2022 wurden zum ersten Mal seit Jahrzehnten wieder Menschen in Myanmar hingerichtet, es handelte sich um Zayar Thaw und drei weitere von der Militärjunta zum Tode verurteilte Demokratieaktivisten.